# Leif Hoste
Leif Hoste (ur. 17 lipca 1977 w Kortrijku) – belgijski kolarz szosowy należący do elity najlepszych kolarzy świata.
Hoste to zawodnik głównie specjalizujący się w jeździe po bruku. Wielokrotnie zajmował miejsca w czołówce największych wyścigów świata takich jak: Paryż-Roubaix, Tour des Flanders. Jego mocną stroną jest także jazda indywidualna na czas.
Karierę zaczynał w klubie kolarskim w Courtrai. Jeszcze jako amator Hoste wygrał w 1997 roku prestiżowy wyścig Omloop Het Volk w kategorii U23. Po tym sukcesie, od razu wzrosło zainteresowanie kolarzem z Belgii. W 1999 roku trafił do ekipy włoskiej, Mapei, jeżdżąc w niej przez 2 lata. Potem wiele lat spędził w ekipie Domo-Farm Frites, która później zmieniła nazwę na Lotto-Domo. W jej barwach zostawał mistrzem Belgii w jeździe na czas, zajmował 2. miejsce w Dookoła Flandrii, 6. miejsce na mistrzostwach świata. W 2005 roku trafił do amerykańskiej grupy Discovery Channel Pro Cycling Team. To był dla Hoste rok dobrych wyników. Zajął on 3. miejsce w Eneco Tour i zajmował dobre miejsca na innych wyścigach, a oprócz tego pomagał odnosić sukcesy kolegom z drużyny, zwłaszcza George’owi Hincapiemu. W 2006 roku Leif Hoste dostał więcej swobody i mógł pokazać na co go stać. Wygrał w mistrzostwach Belgii oraz w prestiżowym belgijskim wyścigu Driedaagse van De Panne-Koksijde, w którym wygrał 2 etapy. Podczas wyścigu Paryż-Roubaix został zdyskwalifikowany wraz z dwoma innymi kolarzami za to, że na 10 km przed metą przekroczyli oni zamknięty szlaban przed torami kolejowymi. Hoste w 2006 roku próbował jeszcze zdobyć medal mistrzostw świata w jeździe indywidualnej na czas, skończył jednak wyścig na 7. miejscu. Od sezonu 2007 jeździ w ekipie Predictor-Lotto (później Silence-Lotto), która po udanym sezonie 2006 zaoferowała mu kontrakt.

## Przynależność drużynowa
- 2008– Silence-Lotto
- 2007      Predictor-Lotto
- 2005–2006   Discovery Channel Pro Cycling Team
- 2003–2004 Lotto-Domo
- 2001–2002 Domo-Farm Frites
- 1999–2000 Mapei-Quick Step
- 1998        Vlaanderen 2002

## Sukcesy
2000
- 7. miejsce Grand Prix Eddy Merckx

2001
- mistrzostwo Belgii w jeździe na czas
- 6. miejsce na Mistrzostwach Świata w jeździe indywidualnej na czas

2003
- 2. miejsce Kuurne-Bruksela-Kuurne
- 3. miejsce w Grand Prix Eddy Merckx

2004
- 2. miejsce w Ronde van Vlaanderen
- 2. miejsce w Tour de l’Ain
- 3. miejsce w mistrzostwach Belgii w jeździe na czas

2005
- 3. miejsce w klasyfikacji generalnej Eneco Tour

2006
- 1. miejsce w Driedaagse van De Panne-Koksijde
  - 1. miejsce na 1. i 4. etapie
- 1, miejsce w mistrzostwach Belgii w jeździe na czas
- 2. miejsce Ronde van Vlaanderen
- 2. miejsce Kuurne-Bruksela-Kuurne
- 2. miejsce w Paris-Roubaix (po przyjeździe na metę - zdyskwalifikowany)
- 4. miejsce w mistrzostwach Belgii (start wspólny)
- 7. miejsce w mistrzostwach świata w Salzburgu w jeździe indywidualnej na czas